# Scoliopterygini
Tribu
Les Scoliopterygini sont une tribu de papillons de nuit de la famille des Erebidae.

## Liste des genres
Selon ITIS (21 juillet 2024) :
- Scoliopteryx Germar, 1810

## Classification
Le nom valide complet (avec auteur) de ce taxon est Scoliopterygini Herrich-Schäffer, 1852,.
Scoliopterygini a pour synonyme :
- Gonopterini